# Прытков, Даниил Алексеевич
Даниил Алексеевич Прытков (5 октября 1912 — 19 февраля 1952) — Герой Советского Союза, участник Великой Отечественной войны.

## Биография
Родился 5 октября 1912 года в селе Старые Узели Бугурусланского уезда Самарской губернии в крестьянской семье.
Спасаясь от голода, семья Прытковых переселилась в посёлок Новониколаевск (ныне — город Новосибирск), где Даниил окончил семилетнюю школу и стал работать на заводе сталеваром.
9 марта 1942 года был призван а ряды РККА. Служил в 1241-м стрелковом полку 375-й стрелковой дивизии, с июня 1942 года воевавшей в составе 58-й армии на Калининском фронте.
После демобилизации из армии Д. А. Прытков жил и работал в Оренбурге. Умер 19 февраля 1952 года.

## Подвиг
Участвуя в Ржевской битве, в бою за город Ржева в августе 1942 года красноармеец Прытков, в рукопашной схватке уничтожив несколько гитлеровцев, захватил склад боеприпасов, и, несмотря на сильный миномётный и пулемётный огонь противника, продолжал упорно удерживать его. При взрыве склада в результате попадания артиллерийской мины он был отброшен взрывной волной и получил сильную контузию, однако остался в строю и продолжал воевать.
В августе 1942 года в ржевском лесу попал в засаду и был окружён группой гитлеровцев, намеревавшихся захватить его в плен. Прытков не растерялся и бросил перед собой ручную гранату, укрывшись от осколков за деревом, после чего добил оставшихся в живых из автомата, а офицера — отнятым у него кинжалом, и вернулся в расположение части с докладом о результатах разведки.

14 августа 1942 года во время ночной атаки в том же лесу обнаружил и, ориентируясь на вспышки выстрелов, уничтожил трёх замаскированных вражеских снайперов, которые вели огонь по пехотинцам.
В одной из вылазок в тыл врага Прытков обнаружил и забросал гранатами немецкий блиндаж, доставив в штаб документы двух находившихся в нём офицеров вермахта, а на следующий день в одиночку уничтожил четыре пулемётные точки, сковывавшие действия подразделений Красной Армии на этом участке наступления.
В дальнейшем, сражаясь на Центральном фронте, одним из первых на бревне форсировал реку Десну и ворвался в немецкую траншею, где, уничтожив офицера и нескольких солдат, захватил пулемёт и огнём прикрывал переправу своих однополчан. В качестве разведчика неоднократно направлялся в тыл противника.
Всего за время участия в боевых действиях Даниил Прытков лично уничтожил 65 солдат и офицеров противника.
За проявленные мужество и отвагу Указом Президиума Верховного Совета СССР от 3 июня 1944 года Д. А. Прыткову было присвоено почётное звание Героя Советского Союза с вручением ордена Ленина и медали Золотая Звезда (№ 5248).

## Память
Имя Героя Советского Союза Даниила Прыткова увековечено на Аллее Героев у Монумента Славы в городе Новосибирск.
Имя Героя Советского Союза Даниила Прыткова увековечено на Аллее Славы в городе Ржев.